# Liste der Bodendenkmäler in Rösrath
Die folgende Liste enthält die offiziellen Bodendenkmäler auf dem Gebiet der Stadt Rösrath, Rheinisch-Bergischer Kreis, Nordrhein-Westfalen (Stand: September 2011)
| Denkmal- nr. | Bezeichnung des Denkmales                                                         | Lage     | Foto |
| ------------ | --------------------------------------------------------------------------------- | -------- | ---- |
| 1            | Motte und Damm                                                                    | Forsbach |      |
| 2            | Ringwall                                                                          | Bleifeld |      |
| 3            | Grabhügel                                                                         | Volberg  |      |
| 4            | ehemaliges Bergwerksfeld/Pingenfeld Lüderich                                      | Bleifeld |      |
| 5            | ehemaliges Bergwerksfeld, Industriewüstung, Pingenfeld, Hohlweg, Franziskaschacht | Bleifeld |      |
| 6            | ehemalige Wasserburg Eulenbroich                                                  | Rösrath  |      |